# Księga Psalmów
Księga Psalmów [Ps] (hebr. תְהִלִּים tehillim; gr. Ψαλμοί Psalmoi) – wchodząca w skład Biblii (Stary Testament) księga zawierająca zbiór ok. 150 utworów poetyckich w języku hebrajskim. Samodzielne tłumaczenie bądź parafraza Księgi Psalmów, czasem w średniowieczu zawierające dodatkowe kantyki i hymny, to psałterz.
Psalmy są zróżnicowane pod względem gatunkowym: można wyróżnić lamentacje, hymny pochwalne i dziękczynne, psalmy królewskie, dydaktyczne, mądrościowe, prorockie i inne. Przede wszystkim Psalmy stanowią dokument pobożności żydowskiej czasów starożytnych; są też wybitnym pomnikiem literatury starożytnego Izraela. 
Chrześcijanie upatrują w wielu psalmach proroctw dotyczących życia i mesjańskiego posłannictwa Jezusa Chrystusa. Psalmy stały się wzorem dla chrześcijańskiej poezji religijnej, były też tłumaczone przez wybitnych poetów (np. Jan Kochanowski, Czesław Miłosz).

## Autorstwo Księgi Psalmów
Zebranie psalmów i autorstwo wielu z nich tradycja żydowska i chrześcijańska przypisywała królowi Dawidowi. Część psalmów zawiera w pierwszym wierszu imiona różnych osób. Są one poprzedzone przyimkiem le (np. leDawid), który interpretowano tradycyjnie jako lamed auctoris tzn. oznaczający autora. O dawnej tradycji świadczy przekład Wulgaty, w którym imiona znalazły się w dopełniaczu (np. „Dawidowy”), mimo że Septuaginta stosowała w tym miejscu celownik.
| Imię            | Psalmy                                                                            |
| --------------- | --------------------------------------------------------------------------------- |
| Mojżesz         | 90                                                                                |
| Dawid           | 3-9; 11-32; 34-41; 51-65; 68-70; 86; 101-103; 108-110; 122; 124; 131-133; 138-148 |
| Salomon         | 72; 127                                                                           |
| Asaf            | 50; 73-84                                                                         |
| synowie Koracha | 48-49                                                                             |
| Heman Ezrahita  | 88                                                                                |
| Etan Ezrahita   | 89                                                                                |

Najwięcej, bo 73 psalmy, ma w tytule imię Dawida. Przekłady starożytne różnią się w stosowaniu imion w tytułach. Septuaginta ma imię Dawida w 84 psalmach, Wulgata w 65, zaś Peszitta w 86. Zbiór psalmów Dawida (Ps 3-41) otwierał Psałterz, dlatego Dawid stał się naturalnie w tradycji żydowskiej i chrześcijańskiej jedynym autorem wszystkich psalmów. Psalm 95 choć nie posiada tytułu oznaczającego autora, został zacytowany w liście do Hebrajczyków (Hbr 4,7) przy użyciu formuły mówiąc przez Dawida. Sobór Trydencki używał określenia Psałterz Dawidowy, które później przyjęło się w literaturze katolickiej.
Pozostałe psalmy przypisywano Mojżeszowi (1), Salomonowi (2), Asafowi (13), synom Koracha (2) oraz Hemanowi i Etanowi Ezrahitom (po 1). Przekłady starożytne do autorów wliczały jeszcze Jeremiasza (Ps 137), Aggeusza i Zachariasza (Ps 110-111; 146-148), Ezechiela (Ps 65) i innych.
Współczesna krytyka (M. Dadhood) zwraca uwagę, że starożytna poezja hebrajska i ugarycka używały przyimka le w różnych znaczeniach i psalmy „Dawida” można rozumieć jako psalmy „z cyklu Dawida” lub „mające związek z Dawidem”. Współczesna krytyka katolicka (np. Biblia jerozolimska) stoi na stanowisku, że zbiór Dawidowy ma pewien związek z Dawidem, o którego talencie muzycznym i poetyckim wspominały liczne księgi historyczne Starego Testamentu. Niektóre utwory, np. Psalm 18 są autentyczną modlitwą Dawida.
Liberalni bibliści, przesuwając powstanie Psałterza w późniejsze czasy, odmawiają Dawidowi jakiegokolwiek udziału w autorstwie psalmów, uważając że nagłówki dodano później w ramach tzw. „dawidyzacji” Psałterza.

## Czas powstania

Psałterz floriański

Obecnie uważa się, że Księga Psalmów powstawała w długim okresie historycznym (między XI a III w. p.n.e.): niektóre są bardzo stare (Psalmy 18, 29, 68), inne zawierają aluzje do niewoli babilońskiej (np. Ps 137). W Psalmie 149 upatruje się nawiązań typowych dla duchowości żydów z czasów machabejskich.
Porównując psalmy biblijne z literaturą Kanaanu, m.in. z tekstami odkrytymi w Ugarit, większość badaczy skłania się obecnie do datowania ich na czasy królewskie, tzn. X-VII w. p.n.e.. Dokładna datacja poszczególnych utworów jest niemożliwa, gdyż psalmy powstawały stopniowo i mogły mieć nawet kilku redaktorów. Na księgę składają się też niewielkie kolekcje, które formowane były przy okazji poszczególnych reform liturgicznych: za króla Dawida, Ezechiasza, Jozjasza, kapłana Ezdrasza i w czasach Machabeuszy.
Egzegeci, po dwóch psalmach wprowadzających, wyróżniają najpierw najstarszy redakcjonalnie zbiór jahwistyczny (psalmy 3-41). W tej grupie psalmów, podobnie jak w Pięcioksięgu, przeważa użycie Bożego imienia Jahwe. W tytułach obecne są odniesienia do króla Dawida, co stanowi wyraz tradycji. Zapewne stopniowo nazwa Psałterz Dawida zaczęła oznaczać cały zbiór 150 psalmów. Kolejną grupa są psalmy, w których przeważa użycie imienia Elohim. Do najstarszych psalmów należą również psalmy 84-89.
Podczas niewoli powstały przypuszczalnie psalmy 93 oraz 96-99.

## Tekst Księgi i jego przekaz
Księga Psalmów została napisana w całości w języku hebrajskim. Tekst księgi przez setki lat uległ w wielu miejscach skażeniu, dlatego wydania krytyczne korygowane są przy wykorzystaniu starożytnych przekładów. Same przekłady, zarówno starożytne, jak i na języki narodowe miały znaczący wpływ na interpretację i rozpowszechnienie księgi.

### Tekst hebrajski
Tekst Księgi Psalmów, pierwotnie składający się wyłącznie ze spółgłosek, podobnie jak cały hebrajski Stary Testament, został uzupełniony o samogłoski między VI a XI wiekiem n.e. przez żydowskich uczonych, masoretów (tekst masorecki, TM). Współczesny tekst krytyczny Księgi Psalmów pochodzi najczęściej z Biblia Hebraica Stuttgartensia, za której podstawę posłużył hebrajski Kodeks Leningradzki z XI wieku. Tekst masorecki podlegał rozbieżnym ocenom, jego jakość krytykowali m.in. B. Duhm i H. Gunkel, choć miał też zdecydowanych zwolenników (B. Eerdmans, W. E. Barnes). Odkrycia manuskryptów w Qumran i studia porównawcze języków semickich pozwoliły na poprawienie TM w zakresie samogłosek, natomiast tekst spółgłoskowy pozostał prawie niezmieniony.

### Przekłady starożytne
Zobacz: Septuaginta, Wulgata, Psałterz Gallikański.

### Polskie przekłady Psalmów
W literaturze polskiej oprócz przekładów dokonywanych łącznie z całą Biblią wielkie znaczenie miały przekłady tej jednej księgi, które wchodziły w skład psałterzy i modlitewników.
Jeszcze w okresie przed wynalezieniem druku powstały Psałterz Kingi (XIII w.) i Psałterz floriański (zwany też Psałterzem królowej Jadwigi) (XIV w.). Później powstał Psałterz puławski (XV w.)
Stałe miejsce w historii literatury polskiej przyniosła Psalmom poetycka parafraza: Psałterz Dawidów Jana Kochanowskiego (1579), do którego Mikołaj Gomółka skomponował muzykę - Melodie na psałterz polski. Późniejszą próbą parafrazy był Trybut należyty wdzięczności wszystkiego dobrego dawcy Panu i Bogu albo Psalmodia polska Wespazjana Kochowskiego (1693).
W 1806 Franciszek Karpiński, opierając się częściowo na tekście Kochanowskiego, przygotował przekład używany powszechnie w liturgii katolickiej, np. w śpiewanych Nieszporach.
W XIX wieku ukazało się wydanie dwujęzyczne Księgi Psalmów z przekładem rabina Izaaka Cylkowa z języka hebrajskiego wraz z komentarzem.
W drugiej połowie XX wieku, wraz z powstaniem tłumaczeń całej Biblii (Biblia Tysiąclecia i Biblia warszawska), coraz częściej zaczęły być używane teksty psalmów z tych Biblii. Powstawały też przekłady poetyckie, z których najbardziej znane zostały sporządzone przez Leopolda Staffa (1937), Romana Brandstaettera (1968) i Czesława Miłosza (1979).

## Struktura Księgi Psalmów
W tradycji żydowskiej Psałterz jest podzielony, analogicznie do Pięcioksięgu, na pięć ksiąg, z których każda kończy się doksologią lub błogosławieństwem (w Kościele Prawosławnym – na dwadzieścia kathismata):
1. Pierwsza księga zawiera 41 psalmów, wszystkie imiennie przypisywane Dawidowi, z wyjątkiem psalmów 1, 2, 10 i 33, które, mimo że anonimowe, przypisywane mu były tradycyjnie. Choć autorstwo Dawida nie może zostać formalnie potwierdzone, krytycy zgadzają się, że jest to prawdopodobnie najstarsza część Księgi Psalmów.
2. Druga księga zawiera 31 psalmów (42–72). 18 z nich jest przypisywanych Dawidowi, a jeden Salomonowi (Psalm 72). Reszta jest anonimowa.
3. Trzecia księga zawiera 17 psalmów (73–89). Psalm 86 jest przypisywany Dawidowi, Psalm 88 Hemanowi Ezrachicie, a Psalm 89 Etanowi Ezrachicie.
4. Czwarta księga również zawiera 17 psalmów (90–106). Psalm 90 przypisywany jest Mojżeszowi, a psalmy 101 i 103 – Dawidowi.
5. Piąta księga zawiera pozostałe 44 psalmy. 15 spośród nich jest przypisywanych Dawidowi, jeden (Psalm 127) Salomonowi.

Psalm 136 jest często nazywany „wielkie Halleh”, choć Talmud używa tej nazwy również dla psalmów od 120 do 135. Psalmy od 113 do 118 tworzą Hallel, recytowany podczas trzech wielkich świąt (Pascha, Święto Tygodni, Święto Namiotów), Rosz Chodesz i ośmiu dni święta Chanuka. Manuskrypty z Qumran zawierają nieco inną wersję Psalmu 136.
Psalmy 120–134 to „pieśni wstępowań”, które śpiewali pielgrzymi, zbliżając się do schodów Świątyni.
Najdłuższy jest Psalm 119, który składa się ze 176 wersetów w grupach po osiem. Każda z grup rozpoczyna się jedną z 22 liter hebrajskich. Na zasadzie „al pi aleph-bet” (akrostych na bazie alfabetu – abecedariusz) są również zbudowane psalmy: 9, 10, 25, 34, 37, 111, 112 i 145.
Psalm 117, składający się z dwóch wersetów, jest najkrótszy.

### Numeracja psalmów

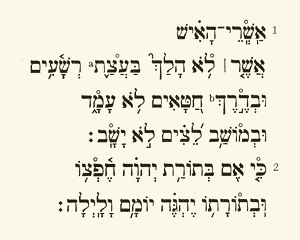
Tekst hebrajski Psalmu 1

Istnieją różnice w organizacji i numeracji poszczególnych psalmów między Biblią hebrajską, opartą na tekście masoreckim, a Septuagintą, czyli przekładem Biblii na język grecki:
- Psalmy 9 i 10 w Biblii hebrajskiej zostały połączone w Psalm 9 w greckiej.
- Psalmy 114 i 115 – zostały połączone w Psalm 113
- Psalm 116 – podzielony został na psalmy 114 i 115.
- Psalm 147 – podzielony został na Psalm 146 i 147
- Septuaginta zawiera dodatkowo Psalm 151[6].
- Peszitta zawiera pięć apokryficznych psalmów, uznawanych w syryjskim kanonie Starego Testamentu. Psalmom tym nadano numerację od 151 do 155.

| Psałterz hebrajski | Psałterz grecki |
| ------------------ | --------------- |
| 1–8                |                 |
| 9–10               | 9               |
| 11–113             | 10–112          |
| 114–115            | 113             |
| 116                | 114–115         |
| 117–146            | 116–145         |
| 147                | 146–147         |
| 148–150            |                 |

Księga Psalmów w Wulgacie (Psałterz Gallikański), która była przekładem z tłumaczenia greckiego, zastosowała grecki sposób numeracji – a za nią takie przekłady jak Biblia Wujka. Współczesne przekłady Biblii z języków oryginalnych stosują numerację hebrajską, a grecką umieszczając czasami w nawiasach.

## Gatunki literackie
Badania tekstu psalmów wykazały, że niektóre ich grupy mogą być sklasyfikowane razem ze względu na podobieństwa między nimi. Główne ich rodzaje to:
1. hymny – pieśni pochwalne o uroczystym charakterze wysławiające Boga Boga (np. Ps 8; 19; 29; 100; 111; 148 – 150). Wyrażają podziw nad dziełem stworzenia (np. Ps 104) oraz działaniem Boga w historii (np. Ps 105)
2. lamentacje – wołania, skargi i prośby o pomoc udręczonemu, mogą być zbiorowe i indywidualne (np. Ps 3; 5; 13; 22; 44). Wśród lamentacji występują psalmy ufności (np. Ps 4; 11; 16; 62; 121), psalmy dziękczynne pojedynczej osoby (np. Ps 30; 34; 92, 103) lub grupy (np. Ps 66; 117; 124), wśród nich znajduje się zbiór siedmiu psalmów pokutnych (Ps 6; 32; 38; 51; 102; 130; 143).
3. psalmy królewskie – stanowią pochwałę i wysławiają królowanie Boga (np. Ps 47; 93 – 99), przejawiają się także w rządach dynastii Dawida (np. Ps 2; 18; 21; 45; 89; 110; 132).
4. pieśni Syjonu – modlitwy szczególnie istotne w kulcie świątynnym (Ps 15; 24; 46; 48; 76; 84; 87; 122; 134), do nich zaliczają się również psalmy pielgrzymkowe (np. Ps 122; 126) na cześć Jerozolimy i wyrażające radość ze spotkania z Bogiem w Jego ziemskiej świątyni.
5. pieśni liturgiczne – teksty śpiewane podczas wieczerzy paschalnej i wielkich świąt Izraela, do nich zaliczają się zbiory: Hallelu (Ps 113 – 118) i Wielkiego Hallelu (Ps 136), które posiadają również charakter prorocki.
6. psalmy dydaktyczne – zawierają pouczenia o wartości prawa Bożego (Ps 25; 34; 111; 119), o sprawiedliwości i dobroci Boga (np. Ps 78; 145), poruszają problem odpłaty za dobre i złe uczynki (np. Ps 37; 49; 73; 112). 7).
7. psalmy mesjańskie – w bezpośredni sposób odnoszą się do oczekiwania na przyjście Chrystusa czyli Mesjasza (np. Ps 2; 110), choć oczekiwania Mesjasza, da się zauważyć również psalmach królewskich i pieśniach Syjonu.

W znacznej części psalmów da się zauważyć więcej niż jeden gatunek literacki, stąd poszczególne psalmy mogą nie mogą być zaklasyfikowane do wyłącznie jednej grupy.

## Teologia i interpretacja psalmów
Psalm 2, 22, 69 i 110 to tzw. psalmy mesjańskie, które mówią o mającym przyjść Pomazańcu Bożym. Taki charakter jest też przypisywany Psalmom 16, 35, 118, 132, 109.
Psalmy 41, 72, 89, 106 i 150 to psalmy doksologiczne, wychwalające wielkość Boga Jahwe.

## Użycie Księgi Psalmów w tradycjach religijnych

### Użycie psalmów w tradycji żydowskiej

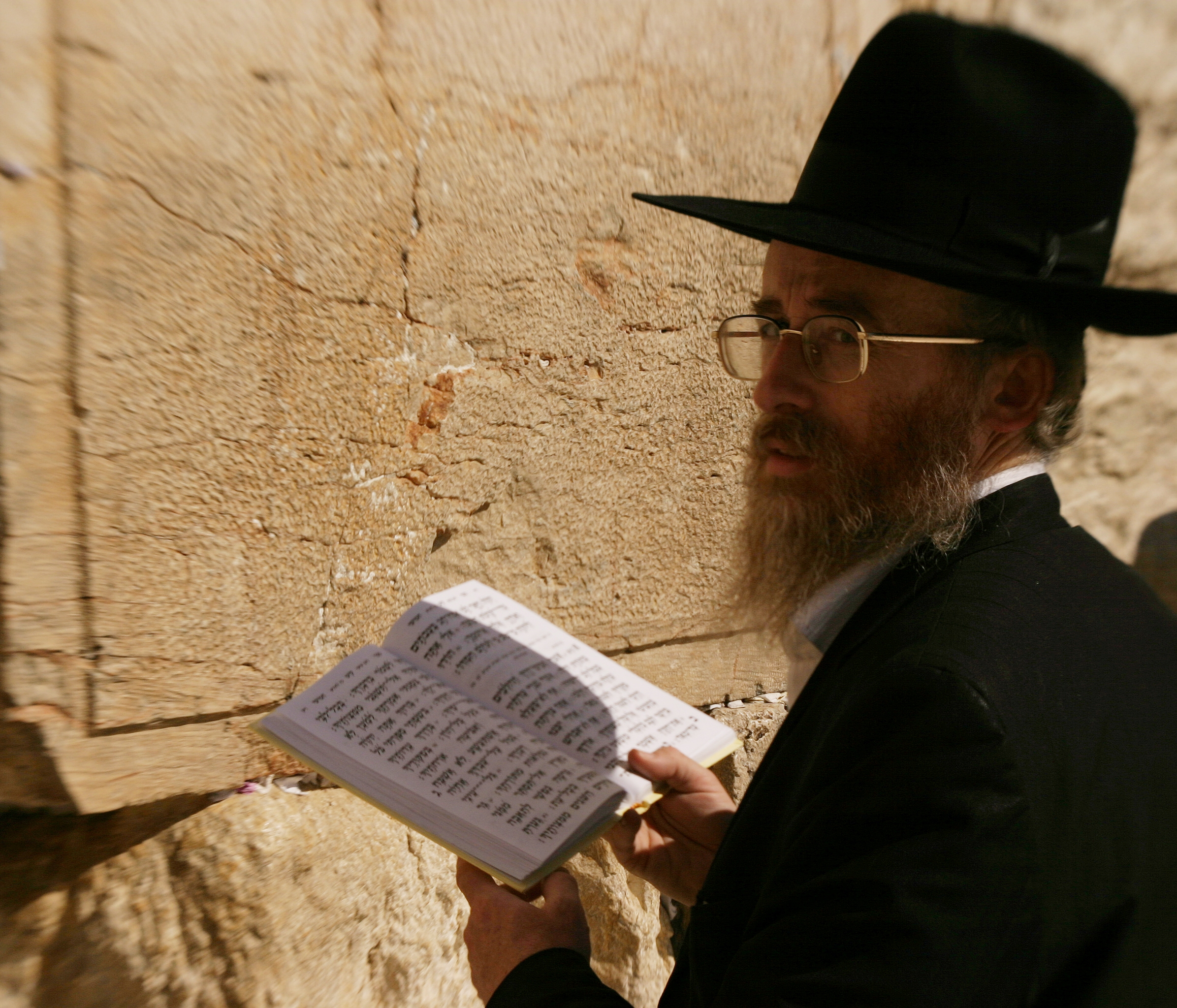
Mężczyzna czytający Psalmy przy murze zachodnim w Jerozolimie

Rytuał ustanowiony przez Torę Mojżesza nie mówi nic na temat miejsca pieśni w kulcie Boga. Pierwsze wzmianki na ten temat pojawiają się w epoce Dawida, co wywołuje przekonanie, że przypisywanie mu psalmów jest przynajmniej częściowo uzasadnione.
Niektóre nagłówki psalmów sugerują ich użycie liturgiczne:
- 13 psalmów to szirim (gr. oda, pieśń). Słowo szir oznacza, że utwór cechuje się regularnością i może się odnosić zarówno do pieśni świeckich jak i religijnych.
- 58 psalmów to mizmor (gr. psalmos – psalm). Chodzi o odę lub o pieśń wykonywaną przy akompaniamencie muzycznym: pieśń religijną, której towarzyszy jeden lub wiele instrumentów.
- Psalm 145 i inne są nazywane tehillah (gr. hymnos – hymn). Chodzi o pieśń pochwalną – pieśń, której główną myślą jest wychwalanie Boga.
- Sześć psalmów (16, 56-60) nazywane są mikhtam.
- Psalm 7 i 3 rozdział Księgi Habakuka noszą tytuł szigajon. Chodzi o pieśń w stanie uniesienia, np. gniewu, smutku.

Psalmy zajmują ważne miejsce w kulcie żydowskim. Wiele z nich służy jako wprowadzenie do modlitwy:
- Psalm 145 (oznaczony słowem „Aszrei", które w rzeczywistości rozpoczyna dwa ostatnie wersety Psalmu 144), jest czytany przed nabożeństwem lub podczas niego, trzy razy dziennie.
- Psalmy 29, 92, 93 i 95-99, stanowią część wprowadzenia do nabożeństwa w Szabat (w piątek wieczorem).

Tradycyjnie według rytuału opisanego w Misznie, jeden „Psalm dnia” jest czytany po nabożeństwie porannym (szachrit) każdego dnia tygodnia:
- niedziela: Ps. 24
- poniedziałek: Ps. 48
- wtorek: Ps. 82
- środa: Ps. 94
- czwartek: Ps.81
- piątek: Ps. 93
- sobota (Szabat): Ps. 92

Psalmy stanowią także integralną część rytuału pogrzebowego. W trakcie czuwania przy ciele zmarłego Żyda, przez cały czas aż do pogrzebu, przy świetle słońca lub świecy recytowane są Tehilim. Dawniej to czuwanie było organizowane przez bliskich zmarłego, a dziś jest to zapewniane przez członka lokalnego Chewra Kadisza.
Wielu Żydów czyta całość Księgi Psalmów w ciągu jednego miesiąca albo nawet tygodnia oraz odmawia każdego tygodnia jeden Psalm związany z wydarzeniami tygodnia albo z odpowiednim, ustalonym fragmentem Tory. Chasydzi (a w szczególności Lubawicz) czytają całość Księgi przed nabożeństwem porannym, podczas Szabatu poprzedzającego Rosz Chodesz (nów księżyca).
116 bezpośrednich cytatów z Księgi Psalmów w Nowym Testamencie pozwala przypuszczać, że były one bliskie żydowskiej wspólnocie z czasów Jezusa.

## W kulturze

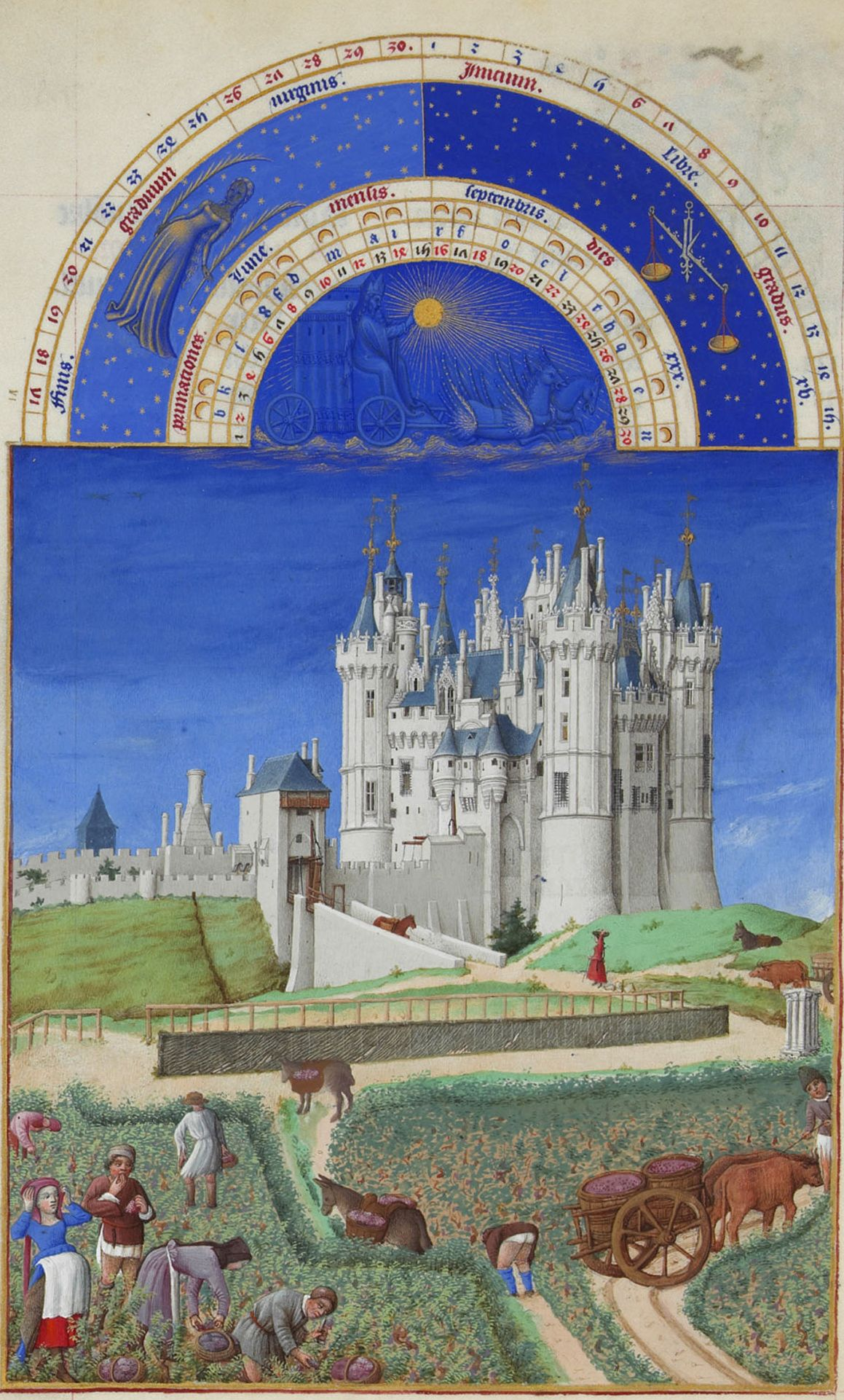
Wrzesień w Bardzo bogatych godzinkach księcia de Berry

Liturgia godzin to usystematyzowany sposób odmawiania wspólnej modlitwy kilkakrotnie w ciągu każdego dnia, stosowany we wspólnotach monastycznych od późnej starożytności. Składa się przede wszystkim z psalmów. Do jej odmawiania może służyć psałterz lub brewiarz.
Na podstawie modlitwy brewiarzowej powstała w średniowieczu jej uproszczona wersja, tzw. godzinki. Do najbardziej znanych modlitewników tego typu należą Bardzo bogate godzinki księcia de Berry, zamówione przez księcia Jana de Berry, wykonane w latach 1410–1416 przez braci Limbourg.

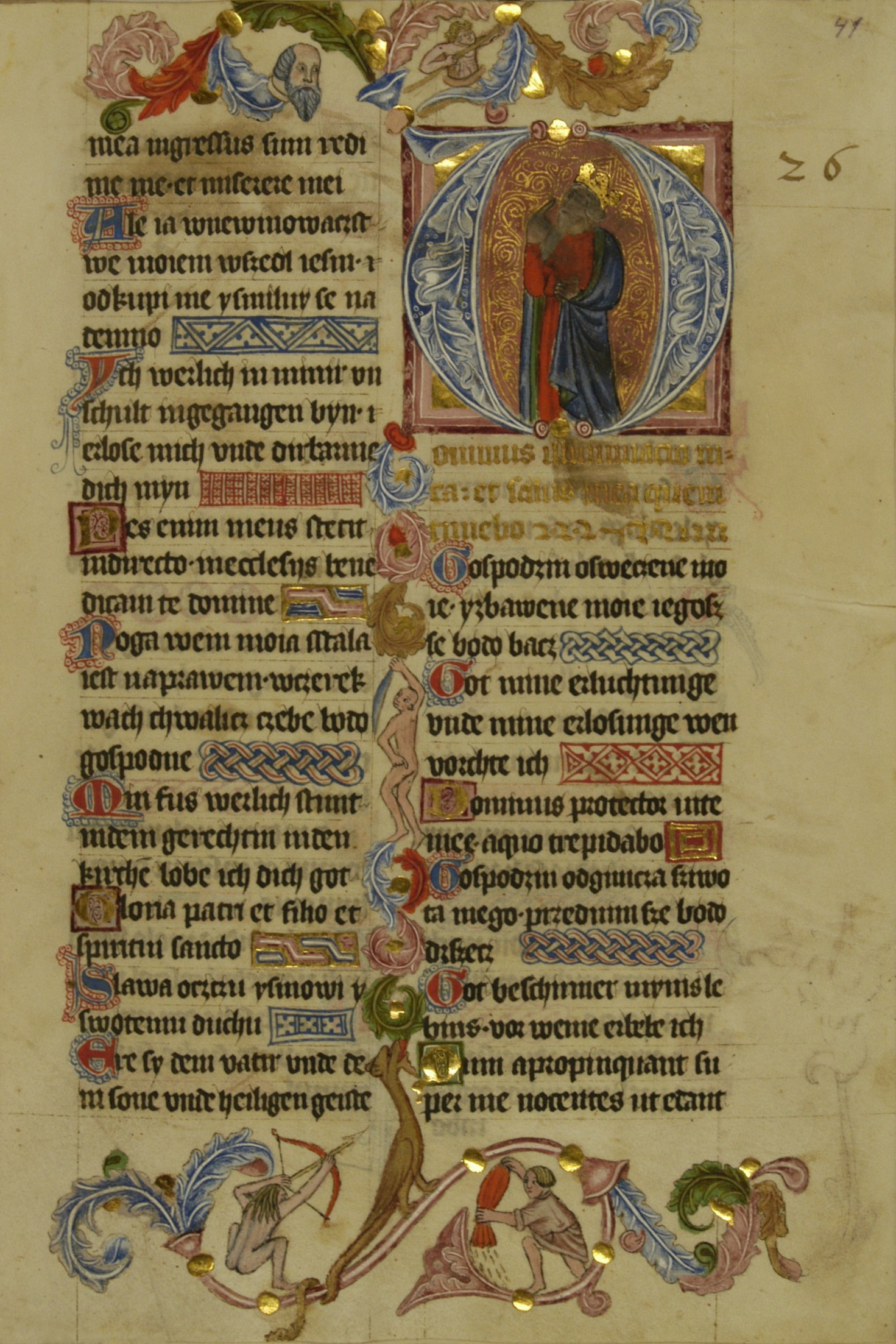
Karta z Psałterza floriańskiego

Najstarszym zachowanym przekładem polskim jest trójjęzyczny (polsko-niemiecko-łaciński) Psałterz floriański, pochodzący z końca XIV wieku i prawdopodobnie przeznaczony dla królowej Jadwigi. Jest to najstarszy zachowany w całości zabytek języka polskiego, a na uwagę zasługują w nim także bogate iluminacje, przedstawiające motywy roślinne i fantastyczne zwierzęta.
Psałterz Dawidów, wydany przez Jana Kochanowskiego w 1579 roku( w 1580 z muzyką Mikołaja Gomółki), to raczej parafraza niż dosłowny przekład. Najbardziej znanym utworem z tego zbioru jest Psalm 91 (90), zaczynający się od słów „Kto się w opiekę poda Panu swemu”, który wszedł na stałe do repertuaru pieśni kościelnych. Do psalmów Kochanowskiego odwoływali się w opowiadaniach m.in. Henryk Sienkiewicz (Jamioł) i Eliza Orzeszkowa (Panna Róża).
Psalmodia polska autorstwa Wespazjana Kochowskiego, wydana w 1695 w Częstochowie, jest antologią utworów stylizowanych na psalmy, o wymowie chrześcijańskiej i patriotycznej (zawiera m.in. utwór Lament Kościoła Bożego na inwazyją turecką).
W 1786 Franciszek Karpiński wydał Psałterz Dawida nowo przetłumaczony, niektóre psalmy z bardzo nieznacznymi zmianami przejmując od Jana Kochanowskiego. W przedmowie autor stwierdza: „(...) za nadto hoyną pracy mojéy miałbym nagrodę, żeby te ustawicznie modlące się ofiary, Bogu przy klasztorach Panny poświęcone, nie w języku Łacińskim, którego nie rozumieją, Psalmy Dawida w godzinach swoich odmawiały; ale raczéy w oyczystym języku swoim.”. Tytuł wydanego w 1974 w Paryżu tomiku poetyckiego Czesława Miłosza, Gdzie wschodzi słońce i kędy zapada, to słowa psalmu 113 (112), odmawianego podczas nieszporów, w przekładzie Karpińskiego.
Wiele fragmentów psalmów zostało wykorzystanych przez polski zespół muzyczny 2Tm2,3 jako teksty ich utworów.